# Dimitri Ivanov Gešov
Dimitri Ivanov Gešov (bolgarsko Димитър Гешов; tudi Dimitar Gešov), bolgarski general, * 14. september 1860, † 8. januar 1922.
Med balkanskimi vojnami je bil sprva poveljnik 1. pehotne brigade 2. trakijske divizije; med prvo svetovno vojno je bil poveljnik 1. armade (september 1916–junij 1918).